# ポヴィラス・ヴァナガス
ポヴィラス・ヴァナガス（Povilas Vanagas、1970年7月23日 - ）は、リトアニア出身の男性元フィギュアスケート(アイスダンス)選手。パートナーは妻でもあるマルガリータ・ドロビアツコ。
2000年世界フィギュアスケート選手権3位。1992年アルベールビルオリンピックから2006年トリノオリンピックまでオリンピック5大会連続アイスダンスリトアニア代表。パートナーのドロビアツコと共にフィギュアスケートの歴史上唯一5度のオリンピックに出場した選手である。

## 経歴
リトアニアのカウナスに生まれ4歳のころにスケートを始めた。1990年にマルガリータ・ドロビアツコとカップル結成。1992年、いずれも初出場であった欧州選手権は15位、アルベールビルオリンピックでは16位、世界選手権は17位に終わる。2度目のオリンピックとなった1994年リレハンメルオリンピックでは前回より順位を上げ12位となる。
1995-1996年シーズンからISUグランプリシリーズ（当時の名称はISUチャンピオンシリーズ）に参戦を果たし、また初開催となったスケートイスラエルでは優勝を飾った。3度目のオリンピックとなった1998年長野オリンピックでは8位だったものの、同年の欧州選手権では自己最高位の6位入賞を果たした。翌1998-1999年シーズン、スケートカナダ、ネイションズ杯、NHK杯で3大会連続で表彰台に上り、グランプリファイナルに進出を果たした。1999-2000年シーズンにはスケートカナダでISUグランプリシリーズ初優勝を飾り、グランプリファイナル、2000年欧州選手権および2000年世界選手権でそれぞれ3位となり、リトアニア選手として初めてメダルを獲得した。この実績により、リトアニアの国家勲章であるリトアニア大公ゲディミナス勲章を受勲した。同年6月、パートナーでもあるマルガリータ・ドロビアツコと結婚。
4度目のオリンピックとなった2002年ソルトレイクシティオリンピックでは5位入賞に留まり、メダル獲得は叶わなかった。直後にアマチュア引退し、プロスケーターとして活動を始める。
2005-2006年シーズンにアマチュア復帰。トリノオリンピックに出場したが、7位に留まった。2006年世界選手権後、再びアマチュア引退し現在はプロとして活動している。
現役時代は強気の発言で有名で、2002年ソルトレイクシティオリンピックで「イタリアとカナダのペアは転倒したのに、自分達より順位が上なのはおかしい」と発言したり、2002年で世界選手権で4位となった時は涙ながらに抗議、ブルガリアのデンコワ＆スタビスキー組も「リトアニア組が3位である」という署名運動を起こすまでの騒ぎとなった（しかし、この時期スケート技術が以前と比べ荒くなっていた、逆に3位のチームはコーチを替え昨年と比べエッジワークが上達していたとのジャッジの意見もあった）。
2022年ロシアのウクライナ侵攻中に、パートナーのドロビアスコとタチアナ・ナフカが主催したモスクワでのアイスショー「白鳥の湖」に出演。同年8月10日、このことを理由としてリトアニア政府はヴァナガスとドロビアスコからリトアニア大公ゲディミナス勲章を剥奪した。また、ドロビアスコからリトアニア国籍を剥奪した。

## 主な戦績
| 大会/年            | 91-92 | 92-93 | 93-94 | 94-95 | 95-96 | 96-97 | 97-98 | 98-99 | 99-00 | 00-01 | 01-02 | 05-06 |
| ------------------ | ----- | ----- | ----- | ----- | ----- | ----- | ----- | ----- | ----- | ----- | ----- | ----- |
| オリンピック       | 16    |       | 12    |       |       |       | 8     |       |       |       | 5     | 7     |
| 世界選手権         | 17    | 13    | 9     | 12    | 8     | 10    | 8     | 6     | 3     | 5     | 4     | 4     |
| 欧州選手権         | 15    | 11    | 11    | 11    | 6     | 8     | 6     | 5     | 3     | 4     | 4     | 3     |
| GPファイナル       |       |       |       |       |       |       |       | 4     | 3     | 3     | 3     |       |
| GPスケートアメリカ |       |       |       |       |       |       |       |       |       | 2     | 3     |       |
| GPスケートカナダ   |       |       |       |       | 8     | 4     | 4     | 2     | 1     |       |       |       |
| GPネイションズ杯   |       |       |       |       | 5     | 5     |       |       |       | 2     |       |       |
| GPラリック杯       |       |       |       |       |       |       |       | 3     | 3     |       | 3     |       |
| GPNHK杯            |       |       |       |       |       | 4     |       | 3     | 3     | 2     | 2     |       |
| KSM                |       |       |       |       |       |       |       |       |       |       |       | 1     |
| スケートイスラエル |       |       |       |       | 1     | 1     |       |       |       |       |       |       |
| ネーベルホルン杯   |       |       |       |       |       |       |       |       |       |       |       | 2     |

### 詳細
| 2005-2006 シーズン    |                                                    |         |         |          |          |
| 開催日                | 大会名                                             | CD      | OD      | FD       | 結果     |
| 2006年3月20日-26日    | 2006年世界フィギュアスケート選手権（カルガリー）   | 5 36.52 | 5 59.6  | 2 99.75  | 4 195.87 |
| 2006年2月10日-26日    | トリノオリンピック（トリノ）                       | 8 35.23 | 8 52.79 | 6 95.19  | 7 183.21 |
| 2006年1月16日-22日    | 2006年ヨーロッパフィギュアスケート選手権（リヨン） | 2 38.34 | 5 56.95 | 2 100.89 | 3 196.18 |
| 2005年10月12日-16日   | カールシェーファーメモリアル（ウィーン）           | 1 36.63 | 1 56.29 | 1 91.3   | 1 184.22 |
| 2005年9月29日-10月2日 | ネーベルホルン杯（オベルシュトドルフ）             | 2 34.77 | 2 55.32 | 1 92.1   | 2 182.19 |